# Ругвица
Ругвица је насељено место и седиште општине у Загребачкој жупанији, Хрватска. До територијалне реорганизације у Хрватској налазила се у саставу бивше велике општине Дуго Село.

## Становништво
На попису становништва 2011. године, општина Ругвица је имала 7.871 становника, од чега у самој Ругвици 722.

## Попис 1991.
На попису становништва 1991. године, насељено место Ругвица је имало 600 становника, следећег националног састава:
| Попис 1991.‍ | Попис 1991.‍ | Попис 1991.‍ | Попис 1991.‍ | Попис 1991.‍ |
| ----------- | ----------- | ----------- | ----------- | ----------- |
|             |             |             |             |             |
| Хрвати      | Хрвати      |             | 534         | 89,00%      |
| Срби        | Срби        |             | 23          | 3,83%       |
| Муслимани   | Муслимани   |             | 18          | 3,00%       |
| Словенци    | Словенци    |             | 3           | 0,50%       |
| Чеси        | Чеси        |             | 3           | 0,50%       |
| Југословени | Југословени |             | 1           | 0,16%       |
| непознато   | непознато   |             | 18          | 3,00%       |
| укупно: 600 |             |             |             |             |